# 河馬田村
河馬田村（かばたむら）は熊本県の天草諸島、天草上島に存在していた村。

## 歴史
- 1889年（明治22年）4月1日 - 町村制の施行に伴い、河内村、打田村、馬場村が合併し成立。
- 1901年（明治34年）4月1日 - 河馬田村が栖本村と合併して栖本村が発足。